# Chimarra dulitensis
Chimarra dulitensis är en nattsländeart som beskrevs av Douglas E. Kimmins 1955. Chimarra dulitensis ingår i släktet Chimarra och familjen stengömmenattsländor. Inga underarter finns listade i Catalogue of Life.